# Apple News
Apple News is een applicatie en feedreader ontwikkeld door Apple Inc. en is beschikbaar op de besturingssystemen iOS, iPadOS, watchOS en macOS. De “online publishing”-technologie van het Nederlandse bedrijf Prss vormt de basis van Apple News. Prss, opgericht door Jochem Wijnands en Michel Elings, werd in 2014 overgenomen door Apple om de News-app te bouwen. De versie voor iOS werd tegelijkertijd uitgebracht met iOS 9 op 16 september 2015. De applicatie is de opvolger van Kiosk die aanwezig was in vorige versies van iOS. Gebruikers van Apple News kunnen nieuwsartikelen lezen gebaseerd op uitgevers, websites en onderwerpen waaruit zij een selectie hebben gemaakt. Bijvoorbeeld uit The New York Times, over technologie of politiek.

## Apple News+
Op 25 maart 2019 kondigde Apple, Apple News+ aan, een abonnementvorm waarbij men toegang krijgt tot content van meer dan 300 magazines, en geselecteerde nieuwsbladen. Aan de dienst ging de overname van de digitale media-abonnementen app Texture vooraf, Deze app werd door Apple in 2018 overgenomen.

## Beschikbaarheid
Bij de lancering van de app was deze alleen beschikbaar in de Verenigde Staten, maar kwam binnen een maand ook beschikbaar voor gebruikers in Australië en het Verenigd Koninkrijk. In maart 2019 kwam de dienst beschikbaar in Canada. De dienst is nog niet beschikbaar in Nederland en of België.